# Ivica Propadalo
Ivica Propadalo (Livno, 13. ožujka 1950.) bosanskohercegovački je slikar, scenograf i dizajner, koji od 1977. godine živi i radi u Zagrebu.

## Životopis
Livnjak sa stalnom adresom u Zagrebu, jedan je od najistaknutijih likovnih umjetnika suvremenog izričaja kod nas. Ivica Propadalo završio je Elektrotehnički fakultet u Sarajevu te je jedno vrijeme bio član rock grupe "Teška industrija". U Hrvatskoj se pamti po dizajnu nacionalnog izbora za pjesmu Eurovizije "Dora", kao i brojnih domaćih festivala i izbora ljepote. Ipak, glavno sredstvo izražavanja je akvarel, u kom su nastali njegovi najuspješniji radovi. 
Član je društva naivnih umjetnika Hrvatske, HDLU-a, Hrvatskog časničkog zbora.

## Nagrade i priznanja
- Grand Prix 11. međunarodne izložbe originalnog crteža u Rijeci 1988.
- Velika diploma za crtež na 6. međunarodnom festivalu portreta u Tuzli 1990.